# 3086 Kalbaugh
A 3086 Kalbaugh (ideiglenes jelöléssel 1980 XE) egy kisbolygó a Naprendszerben. Edward L. G. Bowell fedezte fel 1980. december 4-én.